# Maximilien Foy

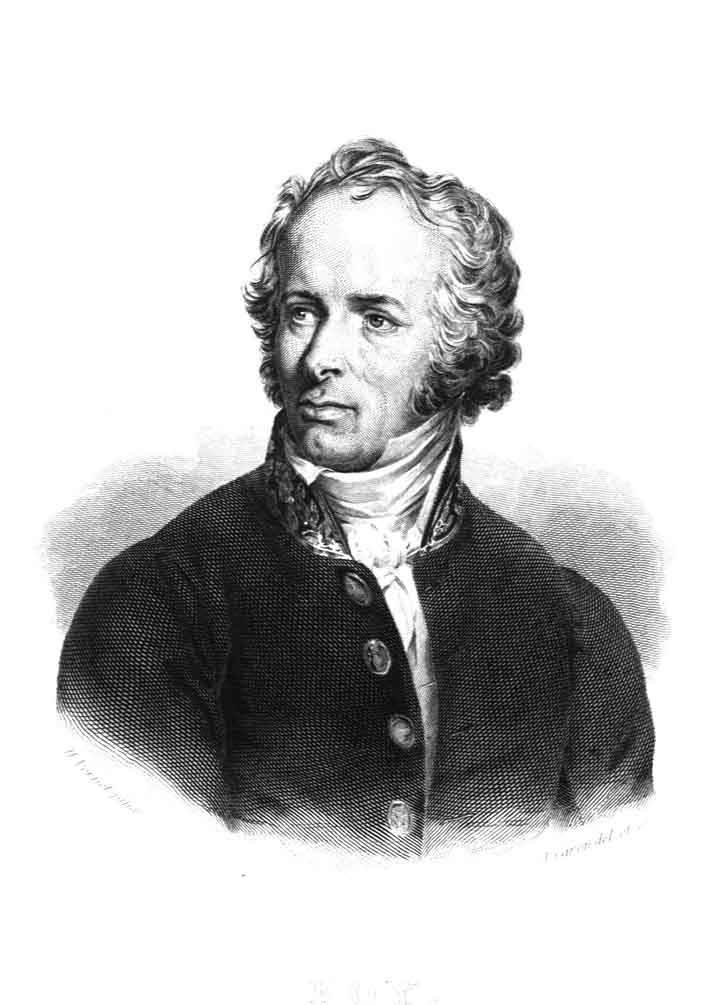
Maximilien Foy

Maximilien-Sébastien, hrabě Foy (3. února 1775 Ham, Pikardie – 28. listopadu 1825 Paříž) byl francouzský generál a státník. Po druhé restauraci byl vůdcem liberální oposice.

## Život
Byl synem anglické matky a vojáka, který se po skončení služby usadil jako poštmistr. Vzdělání získal na válečné škole v La Fere. Roku 1791 jako 16letý nastoupil jako podporučík artilerie k 3. dělostřeleckému pluku. Jako důstojník artilerie prodělal tažení 1792–1793 pod generálem Dumouriezem a po bitvě u Jemappes (6. listopadu 1792) byl povýšen na kapitána. Roku 1794 byl v Cambrai pro neskrývaný nesouhlas s necitlivými příkazy konventu byl zatčen. Po 9. thermidoru (28. července 1794) opět propuštěn a zařazen do armády. Vyznamenal se 1795–1797 v tažení rýnské a moselské armády (1795 velitel praporu), pak 1798 ve Švýcarsku a roku 1799 u dunajské armády. Roku 1800 přešel k italské armádě a velel brigádě předvoje.
Po Amienském míru (1802) se stal Foy plukovníkem dělostřelectva a roku 1804, třebaže jej Napoleon znal jako přívržence Moreaua, byl jmenován šéfem štábu artilerie sboru generála Marmonta. Pod Marmontem sloužil i v tažení 1805 a poté zastával vysoké posty ve Friaulu a v Benátkách. Roku 1807 byl poslán jako velitel 1200 dělostřelců do Turecka, pomoci v boji proti Rusům a Angličanům. Po návratu sloužil pod Junotem v Portugalsku, od prosince 1808 jako brigádní generál a poté ve Španělsku – od roku 1812 jako divizní generál. Za zraněného Marmonta se stal 21. července 1812 zastupujícím vrchním velitelem armády a převzal armádu poraženou u Salamanky. Organizovaně ustupoval a třebaže byl překvapivě napaden u Garcia Hernandez dokázal dovést armádu v pořádku do jižní Francie. Teprve po zranění 27. února 1814 opustil armádu a byl jmenován inspektorem pěchoty v Nantes.
Přestože jej Ludvík XVIII. po Napoleonově abdikaci jmenoval velkodůstojníkem Čestné legie, inspektorem 2. a 16. pěší divize a povýšil jej do šlechtického stavu s titulem hraběcím, Foy se po návratu Napoleona z Elby bez váhání opět přidal na jeho stranu a velel divizi ve sboru maršála Neye. U Waterloo (18. června 1815) byl zraněn. Žil poté v ústraní, až jej departement Aisne vyslal roku 1819 jako zástupce do zákonodárného sboru, kde se brzy vyprofiloval v předního řečníka liberálů a stanul v čele početně slabé oposice, bojující tvrdě proti ultraroyalistické a klerikální většině. Když zemřel roku 1825, liberálové využili jeho pohřbu k uspořádání demonstrace proti Bourbonům. Jeho rakev doprovodilo na hřbitov Père-Lachaise 100 000 lidí a sbírka na podporu Foyovy rodiny vynesla 1 milion franků. Od roku 1879 stojí v jeho rodném Hamu generálova socha. Napoleon na Svaté Heleně zmínil Foye mezi nejtalentovanějšími důstojníky armády, kteří by mohli být jmenováni jeho maršály.